# Gérard Voitey
Gérard Voitey est un notaire et homme d'affaires français lié au monde de l'édition, né le 14 septembre 1944 à Dampierre-sur-Salon (Haute-Saône) et mort le 3 décembre 1994 en forêt de Chantilly sur la commune de Gouvieux dans l'Oise.

## Biographie
Il existe à ce jour peu d'informations sur la vie de Gérard Albert Claude Voitey, homme marié et père de famille.
En avril 1973, il reprend l'étude notariale de Me Paul Josset située au 5 quai Voltaire à Paris 7e,. En 1984, l'étude Voitey se rapproche de Floriana, veuve de Gérard Lebovici, afin, semble-t-il, de l'assister dans des problèmes de succession.
En avril 1987, il fonde, avec l'aide de Daniel Rondeau et de Patrick Mauriès, la maison d'édition Quai Voltaire, à Paris 6e. Quai Voltaire est également le titre d'une revue littéraire qu'ils éditent à partir de l'hiver 1991, et qui est dirigée par Alain Nadaud.
En janvier 1988, il fonde le groupe Isola, au 68 rue Mazarine, qui englobe plusieurs maisons d'éditions françaises dont Quai Voltaire, Fanval, Lieu commun (fondée par Jacques Bertoin), Londreys, Clancier-Guénaud, Le Terrain vague / Losfeld, Luneau Ascot. En septembre, Isola prend 45 % des éditions Maren Sell, et Voitey acquiert personnellement 30 % de la maison Complexe. 
En avril 1990, il annonce qu'il reprend la majorité du capital des éditions Gérard Lebovici, qui sont en fait liquidées. Durant cette époque, Voitey correspond avec Guy Debord.
En 1992, il rachète la Librairie Palatine, située à Paris, au 5 rue Palatine, et la confie à Jean-Jacques Pauvert.
En janvier 1994, il rachète la majorité des parts de la Table Ronde pour la somme de six millions de francs.

### Mort
Le 3 décembre 1994, son corps est découvert par un promeneur, à bord d'un véhicule, sa propre voiture, stationnée en bordure de la forêt de Chantilly sur la commune de Gouvieux. L'enquête démontre qu'il s'est suicidé en se tirant une balle dans la tête avec son P.38. Une lettre d'adieu rédigée par ses soins est trouvée près de son corps.
Les raisons du drame restent controversées. Selon les propos rapportés par Daniel Garcia dans Livres Hebdo, Denis Tillinac soutient que « [Gérard Voitey] avait mangé une partie de l’argent des clients de son étude dans ses entreprises éditoriales. S’il ne s’était pas tué le vendredi soir, il filait en prison le lundi matin. Sa mort a permis d’étouffer l’affaire, et la Chambre des notaires a versé au pot pour rembourser les clients lésés ».
Plus réservé, Patrick Mauriès, fondateur de la maison Le Promeneur, a déclaré à son propos : « C'était un personnage fascinant et énigmatique, qui s'est ruiné d'une manière incompréhensible. Tout a dérapé lorsqu'il s'est étrangement mis dans la tête de constituer un pôle édition qui rivaliserait avec les grands groupes ».
En janvier 1995, la plupart des maisons d'édition de son groupe (renommé Edima) déposent leur bilan.